# Polly hilft der Großmutter (Film)
Polly hilft der Großmutter (Originaltitel: Kajsa Kavat) ist ein Kinderfilm von Daniel Bergman nach dem gleichnamigen Buch von Astrid Lindgren.

## Handlung
Polly wird als Baby in einem Weidenkorb vor einer Tür abgelegt. Auf einem Zettel steht: „Bitte nehmen Sie sich dieses Kindes an, da es sonst niemand tun wird“. Die Frau, die sich des Kindes annimmt, wird von Polly seitdem nur noch „Oma“ genannt.
Polly und ihre Oma sind froh einander zu haben. Gemeinsam gehen sie auf den Markt um die Bonbons, die Pollys Oma herstellt, zu verkaufen. Außerdem freundet sich Polly mit dem Jungen Adrian an, der ebenfalls einen Stand auf dem Markt hat. Auf dem Heimweg bewundert Polly eine Puppe im Schaufenster, die sie unbedingt haben möchte. Ihre Oma erklärt ihr jedoch, dass sie diese jetzt nicht kaufen könne, da diese zu teuer sei. Abends erzählt Pollys Oma eine Geschichte von einem Engel, der zwei Kerzen und ein Buch trägt. Polly fragt sich, wie das geht, wenn der Engel nur zwei Hände hat.
Eines Tages bricht sich Pollys Oma ein Bein und kann nicht mehr für Pollys und ihren Lebensunterhalt sorgen. Polly springt ein, versorgt ihre Oma, hält die Wohnung sauber und verkauft die Bonbons auf dem Markt.
Als Weihnachtsgeschenk erhält Polly von ihrer Oma die Puppe, die sie im Schaufenster bewundert hatte. Ihre Oma bedankt sich dafür, dass Polly so ein liebes und gutes Kind ist. Unterdessen geht Polly der Engel mit den zwei Kerzen und dem Buch nicht aus dem Kopf. Sie erzählt ihrer Oma, dass sie den Engel gerne sehen möchte. In der Weihnachtsnacht steht Polly auf und schaut aus dem Fenster. Der Garten ist voller Engel.

## Hintergrund
Polly hilft der Großmutter wurde am 25. Februar 1989 erstmals im schwedischen Fernsehen ausgestrahlt.
In Deutschland wurde der Film am 25. Dezember 1989 innerhalb einer Reihe namens Astrid Lindgren erzählt im ZDF erstausgestrahlt. Im September 2010 wurde das Märchen mit vier weiteren Astrid Lindgren Verfilmungen von der Universum Film GmbH auf einer DVD unter dem Titel Astrid Lindgren – Die schönsten Märchen  veröffentlicht. Eine weitere DVD-Veröffentlichung gab es im Oktober 2013, dieses Mal mit zwei weiteren Astrid Lindgren Verfilmungen unter dem Titel Astrid Lindgren Märchen 1 .

## Kritik
Anna Zamolska von KinderundJugendmedien.de findet, dass der Film wie ein schönes Bilderbuch aus Ilon-Wikland-Illustrationen und alten Fotografien wirke. Außerdem sei die Verfilmung sehr Kindgerecht umgesetzt worden. So würde sich die Verfilmung mit wenigen Schnitten begnügen und sich für gewöhnliche, alltägliche Vorgänge Zeit lassen. Die Großaufnahmen von Polly würden den Kindern die Möglichkeit geben, sich in Polly hineinzuversetzen und mit ihr mitzufühlen. Außerdem biete Mathilda Lindgren eine eindrucksvolle Darstellung der Polly. Sie wäre von der ersten Szene an überzeugend und würde so natürlich vor der Kamera agieren, als sei diese gar nicht da. Das mache den Film auch noch heutzutage sehenswert. Das einzige, was Anna Zamolska kritisiert ist die Kürzung des Films in der deutschen Fassung. So wurden hier wichtige Szenen hinaus geschnitten, wie zum Beispiel eine Szene mit der erwachsenen Pippi Langstrumpf Darstellerin Inger Nilsson.